# Джеррі Сікосана
Джеррі Сікосана (англ. Jerry Sikhosana, нар. 8 червня 1969) — південноафриканський футболіст, що грав на позиції нападника за низку південноафриканських клубних команд, а також національну збірну ПАР, у складі якої — учасник чемпіонату світу 1998.

## Клубна кар'єра
У дорослому футболі дебютував 1991 року виступами за команду «Джант Блекпул». Наступного року перейшов до «Вітбанк Блек Ейсез», а ще за два роки став гравцем «Орландо Пайретс». Відіграв за команду з передмістя Йоганнесбурга наступні п'ять сезонів своєї ігрової кар'єри. У складі «Орландо Пайретс» був одним з головних бомбардирів команди, маючи середню результативність на рівні майже 0,4 гола за гру першості.
Частину 1998 року провів у Китаї, граючи за «Юньнань Хунта», після чого повернувся на батьківщину, де захищав кольори «АмаЗулу», «Орландо Пайретс» та «Тембіза Классік».
Завершив ігрову кар'єру у друголіговому «Сіті Шаркс» (Йоганнесбург), за який виступав протягом 2002—2003 років.

## Виступи за збірну
1996 року дебютував в офіційних матчах у складі національної збірної ПАР. Протягом кар'єри у національній команді, яка тривала 3 роки, провів у її формі 10 матчів.
У складі збірної був учасником чемпіонату світу 1998 року у Франції, де виходив на поле в одній грі групового етапу.